# Bobby Dunn
Pour les articles homonymes, voir Dunn.
Bobby Dunn est un acteur américain, né le 28 août 1890 à Milwaukee, Wisconsin (États-Unis), mort le 24 mars 1937 à Hollywood (États-Unis).
Il a été un des imitateurs du personnage de Charlot dans les années 1920, et fait quelques apparitions dans les films de Laurel et Hardy.

## Filmographie partielle
- 1915 : Mabel institutrice de Mack Sennett
- 1916 : His Bread and Butter de Edward F. Cline
- 1916 : Plaisirs d'été (Sunshine) de Edward F. Cline
- 1917 : Erreur de chambre (A Bedroom Blunder) de Edward F. Cline et Hampton Del Ruth
- 1917 : Les Déboires de Philomène (Are Waitresses Safe?) de Hampton Del Ruth et Victor Heerman : rôle non crédité
- 1919 : Lions and Ladies de Frank Griffin
- 1920 : The Heart Snatcher de Roy Del Ruth
- 1924 : Hello, 'Frisco de Slim Summerville
- 1928 : En vitesse (Speedy) de Ted Wilde
- 1929 : The Wagon Master
- 1931 : Monnaie de singe (Monkey Business) de Norman Z. McLeod
- 1931 : Reducing de Charles Reisner
- 1931 : The Last Ride de Duke Worne
- 1933 : Les Deux Flemmards (Me and My Pal) de Charley Rogers : le porteur de télégramme
- 1933 : L'Irrésistible (Son of a Sailor) de Lloyd Bacon : un marin (non crédité)
- 1934 : You Can't Buy Everything de Charles Reisner
- 1936 : L'Extravagant Mr. Deeds (Mr. Deeds Goes to Town) de Frank Capra
- 1936 : C'est donc ton frère (Our Relations) de Harry Lachman
- 1937 : Laurel et Hardy au Far West (Way Out West) de James W. Horne